# Chamblet
 Chamblet  là một xã ở tỉnh Allier thuộc miền trung nước Pháp.